# Francisco Javier Cuaresma Gallego
Francisco Javier Cuaresma (Valladolid, 2 de febrer de 1967) és un exfutbolista castellanolleonès, que ocupava la posició de defensa.

## Trajectòria
Sorgit del planter del Reial Valladolid, Cuaresma va debutar al primer equip en un partit de la 84/85. Eixa jornada es va convocar una vaga dels futbolistes professionals, i els clubs van jugar els partits amb els juvenils. El següent partit del defensa no arribaria fins a la 88/89, mentre que a l'any següent jugaria amb l'Atlético Madrileño, filial de l'Atlético de Madrid.
A la seua tornada a Valladolid, per la temporada 90/91, Cuaresma va aconseguir un lloc a l'onze titular; fou un fix des de 1992 fins a 1996. En total jugaria 221 partits amb els blanc-i-violetes a la màxima categoria.
L'estiu de 1996 fitxa per l'Almería CF on romandria dos anys a Segona, així com un altre més amb el Xerez CD, amb el qual va baixar a Segona B la temporada 97/98. Posteriorment va jugar en dos equips de Tercera Divisió, l'Alcalá i el Palencia, on va penjar les botes el 2002.